# Federação Internacional de Basquetebol em Cadeira de Rodas
International Wheelchair Basketball Federation (em português, Federação Internacional de Basquetebol em Cadeira de Rodas) é a organização mundial responsável pela difusão e organização desta modalidade de basquetebol.